# Plancher-Bas
Plancher-Bas és un municipi francès situat al departament de l'Alt Saona i a la regió de Borgonya - Franc Comtat. L'any 2007 tenia 1.834 habitants.

## Demografia

### Població
El 2007 la població de fet de Plancher-Bas era de 1.834 persones. Hi havia 719 famílies, de les quals 162 eren unipersonals (89 homes vivint sols i 73 dones vivint soles), 252 parelles sense fills, 281 parelles amb fills i 24 famílies monoparentals amb fills.
La població ha evolucionat segons el següent gràfic:
Habitants censats

### Habitatges
El 2007 hi havia 850 habitatges, 731 eren l'habitatge principal de la família, 69 eren segones residències i 50 estaven desocupats. 776 eren cases i 69 eren apartaments. Dels 731 habitatges principals, 629 estaven ocupats pels seus propietaris, 85 estaven llogats i ocupats pels llogaters i 16 estaven cedits a títol gratuït; 2 tenien una cambra, 34 en tenien dues, 109 en tenien tres, 190 en tenien quatre i 397 en tenien cinc o més. 618 habitatges disposaven pel capbaix d'una plaça de pàrquing. A 285 habitatges hi havia un automòbil i a 371 n'hi havia dos o més.

### Piràmide de població
La piràmide de població per edats i sexe el 2009 era:
| Homes | Edats   | Dones |
| ----- | ------- | ----- |
| 0     | 95 o +  | 0     |
| 4     | 90 a 94 | 4     |
| 4     | 85 a 89 | 8     |
| 8     | 80 a 84 | 8     |
| 24    | 75 a 79 | 24    |
| 28    | 70 a 74 | 28    |
| 56    | 65 a 69 | 48    |
| 56    | 60 a 64 | 56    |
| 48    | 55 a 59 | 36    |
| 84    | 50 a 54 | 56    |
| 40    | 45 a 49 | 76    |
| 68    | 40 a 44 | 52    |
| 80    | 35 a 39 | 44    |
| 64    | 30 a 34 | 76    |
| 24    | 25 a 29 | 44    |
| 40    | 20 a 24 | 28    |
| 76    | 15 a 19 | 72    |
| 32    | 10 a 14 | 60    |
| 60    | 5 a 9   | 36    |
| 48    | 0 a 4   | 44    |

## Economia
El 2007 la població en edat de treballar era de 1.212 persones, 919 eren actives i 293 eren inactives. De les 919 persones actives 840 estaven ocupades (449 homes i 391 dones) i 79 estaven aturades (40 homes i 39 dones). De les 293 persones inactives 108 estaven jubilades, 75 estaven estudiant i 110 estaven classificades com a «altres inactius».

### Ingressos
El 2009 a Plancher-Bas hi havia 753 unitats fiscals que integraven 1.912 persones, la mediana anual d'ingressos fiscals per persona era de 18.413 €.

### Activitats econòmiques
Dels 73 establiments que hi havia el 2007, 1 era d'una empresa extractiva, 2 d'empreses alimentàries, 1 d'una empresa de fabricació de material elèctric, 8 d'empreses de fabricació d'altres productes industrials, 19 d'empreses de construcció, 12 d'empreses de comerç i reparació d'automòbils, 3 d'empreses de transport, 2 d'empreses d'hostatgeria i restauració, 3 d'empreses financeres, 5 d'empreses immobiliàries, 7 d'empreses de serveis, 6 d'entitats de l'administració pública i 4 d'empreses classificades com a «altres activitats de serveis».
Dels 26 establiments de servei als particulars que hi havia el 2009, 1 era una oficina de correu, 4 tallers de reparació d'automòbils i de material agrícola, 5 paletes, 3 guixaires pintors, 3 fusteries, 3 lampisteries, 2 electricistes, 1 empresa de construcció, 2 restaurants i 2 agències immobiliàries.
Dels 4 establiments comercials que hi havia el 2009, 1 era una botiga de més de 120 m² i 3 fleques.
L'any 2000 a Plancher-Bas hi havia 13 explotacions agrícoles.

## Equipaments sanitaris i escolars
L'únic equipament sanitari que hi havia el 2009 era una farmàcia.
El 2009 hi havia 1 escola maternal i 1 escola elemental.

## Poblacions més properes
El següent diagrama mostra les poblacions més properes.